# Heteronyx anomalus
Heteronyx anomalus är en skalbaggsart som beskrevs av Blackburn 1908. Heteronyx anomalus ingår i släktet Heteronyx och familjen Melolonthidae. Inga underarter finns listade i Catalogue of Life.